# Heaven's Vault
Heaven's Vault est un jeu vidéo d'aventure archéologique de science-fiction publié par Inkle sur Microsoft Windows et PlayStation 4 le 16 avril 2019.

## Système de jeu
Dans Heaven's Vault, le joueur joue le rôle d'une archéologue appelé Aliya Elasra, qui possède un compagnon robotique appelé Six. Le jeu suit le cours de leur aventure, ils naviguent entre les lunes de la Nébuleuse à la recherche d'un roboticien disparu appelé Janniqi Renba. 
Le joueur doit déchiffrer et apprendre le langage hiéroglyphique des Anciens, une civilisation disparue. Cela implique la recherche et la collecte d’inscriptions sur des artefacts, des sites et des ruines antiques, ainsi que la traduction et la discussion de textes avec d’autres personnages. 
Les développeurs affirment que l'on peut trouver plus de mille mots dans la langue des Anciens, la langue fictive du jeu, et que ses glyphes illustrés sont inspirés des systèmes d'écriture de l'Égypte ancienne et de la Chine ancienne. 
Le joueur peut choisir son propre itinéraire dans l’histoire et dans l'exploration de la Nébuleuse car le jeu utilise une approche non linéaire de la narration, ce qui permet au joueur de faire des choix qui ont un impact sur l’intrigue.

## Accueil
Lors de sa sortie, Heaven's Vault a reçu des critiques « globalement positive » de la part des critiques de Microsoft Windows, avec un score total de 76 %, et des « critiques mitigées ou moyennes », avec un score total de 71 % pour PlayStation 4 sur Metacritic,.
La sortie du jeu a une influence considérable sur le développement du jeu indépendant Chants of Sennaar, sorti en 2023, dont les développeurs envisagent initialement de baser le gameplay sur la discrétion et l'infiltration, et changent de direction après avoir découvert Heaven's Vault. Ils décident finalement de s'intéresser davantage à des mécaniques de jeu basées sur le langage.